# Петроца (Козенца)
Петроца је насеље у Италији у округу Козенца, региону Калабрија.
Према процени из 2011. у насељу је живело 226 становника. Насеље се налази на надморској висини од 206 м.